# Gyala Peri
Gyala Peri (chinês: 加拉白垒, Pinyin: Jiālābáilěi) é um pico que atinge 7294 metros de altitude (é o 85.º mais alto) e 2942 de proeminência topográfica (99.º mais proeminente), situado um pouco além do extremo oriental do Himalaia, à entrada do desfiladeiro de Yarlung Tsangpo e a norte da linha McMahon. Faz parte da cordilheira Nyenchen Tanglha Shan, no Transimalaia embora por vezes seja incluído no subsistema Namcha Barwa Himal do Himalaia.
A montanha Gyala Peri fica a norte da grande curva do rio Yarlung Tsangpo, o mais importante da parte sudeste do Tibete, que se torna o rio Brahmaputra na Índia. Fica 22 km a NNW do Namcha Barwa, que é mais alto.
O Gyala Peri apresenta grande desnível face ao desfiladeiro de Yarlung Tsangpo e é o mais alto pico da cordiliheira Nyenchen Tanglha Shan.